# Microsoft Dynamics CRM
Microsoft Dynamics CRM (obecnie Microsoft Dynamics 365 Customer Engagement) wielojęzyczny system do zarządzania relacjami z klientem (ang. Customer Relationship Management, CRM) stworzony przez firmę Microsoft. Oprogramowanie to skupia się głównie na sprzedaży, marketingu i obsłudze klienta, jednakże Microsoft dąży do tego, aby system ten miał jak najwięcej funkcji i realizował również inne cele, takie jak zarządzanie technikami w terenie (Field Service) czy zarządzanie projektami (Project Service)..
W skład rodziny produktów Microsoft Dynamics wchodzą również inne powiązane produkty, takie jak systemy ERP Microsoft Dynamics AX, Microsoft Dynamics GP, Microsoft Dynamics NAV i Microsoft Dynamics SL, a także Dynamics RMS – system obsługi sklepów detalicznych.
CRM w Dynamics 365 to zbiór aplikacji serwerowych które, tak, jak na przykład Microsoft SharePoint, bazują głównie na aplikacjach webowych, które również wspierają rozszerzone usługi internetowe. Klient ma dostęp do aplikacji, używając przeglądarki internetowej (obsługiwane są Internet Explorer, Mozilla Firefox, Google Chrome oraz Apple Safari) lub poprzez powiązany z nią Microsoft Outlook, dzięki specjalnej wtyczce. System oferuje aplikacje mobilne przeznaczone na systemy operacyjne Windows, iOS oraz Android.
System CRM jest częścią kompleksowego rozwiązania biznesowego Microsoft Dynamics 365. W jego skład wchodzi wiele aplikacji, które mogą być uruchamiane w zależności od potrzeb danej organizacji.

## Historia wersji
- Microsoft CRM 1.0 – styczeń 2003
- Microsoft CRM 1.2 – grudzień 2003
- Microsoft Dynamics CRM 3.0 – grudzień 2005
- Microsoft Dynamics CRM 4.0 – grudzień 2007
- Microsoft Dynamics CRM 2011 – luty 2011
- Microsoft Dynamics CRM 2013 – listopad 2013
- Microsoft Dynamics CRM 2015 – grudzień 2014
- Microsoft Dynamics CRM 2016 – grudzień 2015
- Microsoft Dynamics 365 Customer Engagement – listopad 2016

## Microsoft Dynamics CRM 2011
Microsoft Dynamics CRM 2011 działa w środowisku chmury oraz poprzez instalację na komputerze klienta. Od wersji 4 możliwości te były znacznie rozszerzane. Nowe możliwości zawierają wizualizacje, pulpity, zarządzanie dokumentami, synchronizację z Microsoft Outlookiem, i pakietem Microsoft Office.
Microsoft Dynamics CRM umożliwia między innymi:
- Dostęp do pełnych danych związanych z klientem w każdym momencie (zwiększenie efektywności)
- Tworzenie, udostępnianie i wykorzystywanie raportów bez wsparcia działu IT (współpraca poszczególnych działów)
- Kontrolę nad pocztą elektroniczną w dowolnym miejscu